# Вестнес
Вестнес (норв. Vestnes) — коммуна в губернии Мёре-ог-Ромсдал в Норвегии. Административный центр коммуны — город Вестнес. Официальный язык коммуны — нюнорск. Население коммуны на 2007 год составляло 6434 чел. Площадь коммуны Вестнес — 354,93 км², код-идентификатор — 1535.

## История населения коммуны
Население коммуны за последние 60 лет.

Статистика коммуны Вестнес